# Лагранж (місячний кратер)
Кра́тер Лагра́нж (лат. Lagrange) — залишки великого стародавнього метеоритного кратера у південно-західній частині видимого боку Місяця. Назву надано на честь французького математика, астронома і механіка Жозефа-Луї Лагранжа (1736—1813) та затверджено Міжнародним астрономічним союзом у 1935 році. Утворення кратера відбулось у донектарському періоді.

## Опис кратера

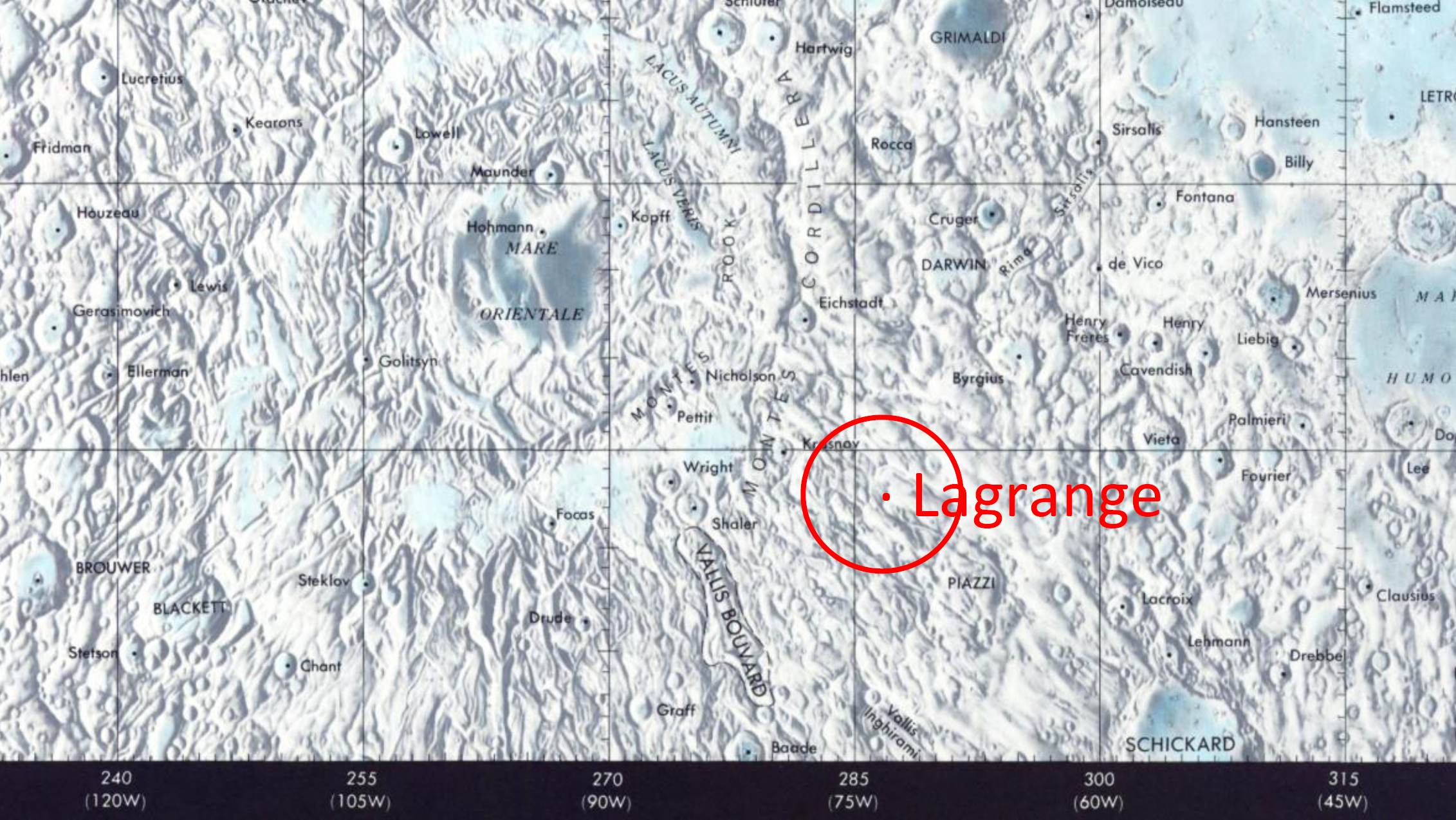
Околиці кратера Лагранж. Фрагмент мапи LPC-1

Найближчими сусідами кратера є кратер Шалер на заході; кратер Краснов на заході північному заході; кратер Ламарк на півночі; кратер Бюргі на півночі північному сході; кратер Вієт на сході і кратер Піацці на південному сході. На північному сході від кратера лежать Кордильєри; на півдні — Долина Інгірамі; на південному заході — Долина Бувара. Селенографічні координати центру кратера 32°36′ пд. ш. 71°27′ зх. д. / 32.6° пд. ш. 71.45° зх. д., діаметр 162,2 км, глибина 3,098 км.
Кратер Лагранж має полігональну форму і практично повністю зруйнований за тривалий час свого існування. Вал згладжений і слабко вирізняється на фоні навколишньої місцевості. Південно-західна частина кратера покрита породами, викинутими при утворенні Моря Східного, найкраще збереглася північно-східна частина кратера.

## Сателітні кратери
| Лагранж | Координати                                                | Діаметр, км |
| ------- | --------------------------------------------------------- | ----------- |
| A       | 32°31′ пд. ш. 69°18′ зх. д. / 32.51° пд. ш. 69.3° зх. д.  | 6,7         |
| B       | 31°25′ пд. ш. 61°35′ зх. д. / 31.42° пд. ш. 61.58° зх. д. | 15,2        |
| C       | 29°53′ пд. ш. 65°05′ зх. д. / 29.88° пд. ш. 65.09° зх. д. | 22,8        |
| D       | 34°56′ пд. ш. 72°32′ зх. д. / 34.94° пд. ш. 72.54° зх. д. | 11,7        |
| E       | 29°01′ пд. ш. 72°51′ зх. д. / 29.01° пд. ш. 72.85° зх. д. | 58,1        |
| F       | 32°55′ пд. ш. 67°28′ зх. д. / 32.91° пд. ш. 67.46° зх. д. | 15,1        |
| G       | 28°32′ пд. ш. 62°54′ зх. д. / 28.53° пд. ш. 62.9° зх. д.  | 17          |
| H       | 29°29′ пд. ш. 66°18′ зх. д. / 29.48° пд. ш. 66.3° зх. д.  | 10,6        |
| J       | 34°02′ пд. ш. 68°59′ зх. д. / 34.04° пд. ш. 68.98° зх. д. | 7,6         |
| K       | 30°44′ пд. ш. 70°26′ зх. д. / 30.73° пд. ш. 70.44° зх. д. | 29,3        |
| L       | 32°07′ пд. ш. 65°20′ зх. д. / 32.12° пд. ш. 65.33° зх. д. | 17,1        |
| N       | 32°03′ пд. ш. 73°55′ зх. д. / 32.05° пд. ш. 73.91° зх. д. | 32,5        |
| R       | 31°20′ пд. ш. 76°40′ зх. д. / 31.33° пд. ш. 76.67° зх. д. | 126,6       |
| S       | 33°50′ пд. ш. 74°14′ зх. д. / 33.83° пд. ш. 74.24° зх. д. | 11,4        |
| T       | 32°58′ пд. ш. 62°43′ зх. д. / 32.97° пд. ш. 62.71° зх. д. | 12,0        |
| W       | 32°58′ пд. ш. 63°50′ зх. д. / 32.97° пд. ш. 63.83° зх. д. | 57,4        |
| X       | 28°43′ пд. ш. 69°19′ зх. д. / 28.72° пд. ш. 69.31° зх. д. | 8,2         |
| Y       | 28°11′ пд. ш. 68°34′ зх. д. / 28.18° пд. ш. 68.56° зх. д. | 16,8        |
| Z       | 32°33′ пд. ш. 64°42′ зх. д. / 32.55° пд. ш. 64.7° зх. д.  | 13,0        |

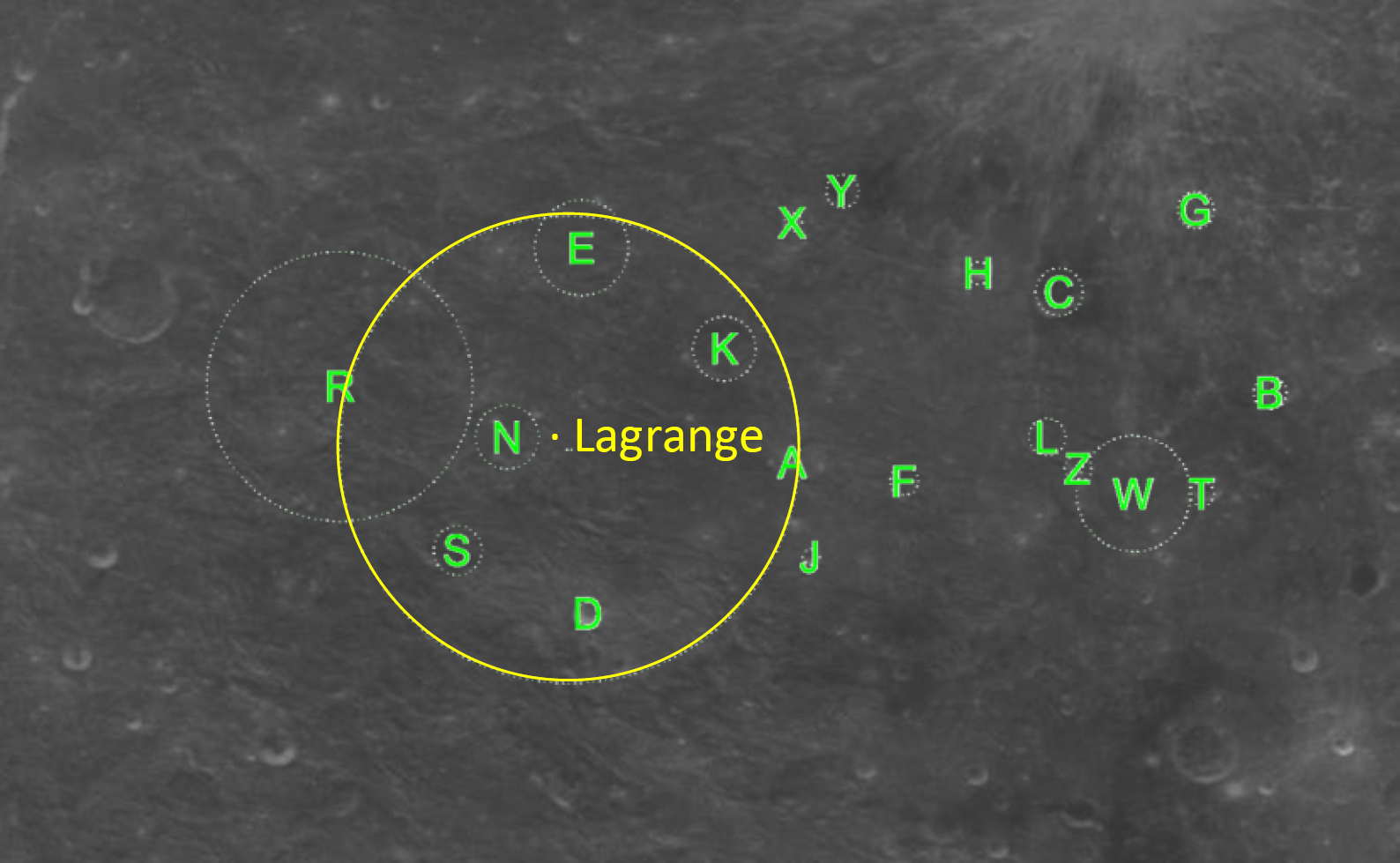
Світлина зонда Clementine

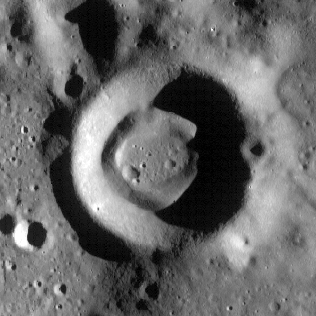
Сателітний кратер Лагранж T. Світлина зонда Lunar Reconnaissance Orbiter

- Сателітний кратер Лагранж T — концентричний кратер.
- Утворення сателітного кратера Лагранж R відбулося у донектарському періоді[1].